# Середня загальноосвітня школа № 78 (Київ)
Середня загальноосвітня школа № 78 міста Києва — заснована в 1938. 

## Історія
Школа на перших порах розміщалася за адресою вул. Енгельса (нині — вул. Лютеранська), 25. На початку німецько-радянської війни багато учнів старших класів школи пішли добровольцями на фронт і загинули. Після повернення радянських військ у 1944 році школа отримала статус жіночої.
У 1963 році було відкрито нове приміщення школи за адресою вул. Басейна, 4. На той час ця споруда була новаторською і не мала аналогів у Києві та в СРСР. Через реконструкцію Бесарабського кварталу школа знову змінила адресу — переїхала у нове оригінальне приміщення на вулиці Шота Руставелі, 47.

## Випускники
Серед випускників школи № 78:
- голова Печерської районної у м. Києві ради Сергій Миколайович Сущенко,
- Ірена Кільчицька — колишній заступник мера м. Києва .
- Сергій Полховський і Руслан Свірін — спортивні журналісти та коментатори
- Леонід Каневський — кіноактор
- Леся Самаєва — акторка Державного театру драми і комедії
- Валентина Сова — акторка театру «Колесо»
- Радванська Єлизавета Сергіївна, поетеса
- Ткачук Марина Леонідівна — професор, декан факультету НАУКМА